# TSV Victoria Clarholz
Der TSV Victoria Clarholz (offiziell: Turn- und Sportverein Victoria Clarholz e. V.) ist ein Fußballverein aus Herzebrock-Clarholz im Kreis Gütersloh. Die erste Mannschaft der Männer spielt seit 2020 in der Oberliga Westfalen.

## Geschichte
Der Verein wurde am 17. Oktober 1920 als Turnverein Frisch Auf Clarholz gegründet. Drei Jahre später entstand mit der Deutschen Jugendkraft Clarholz ein weiterer Verein. Beide Clubs fusionierten im Jahre 1932 zum TSV Deutsche Jugendkraft Clarholz. Zwei Jahre später nahm der Verein dann den Namen TSV Viktoria Clarholz an. Da es immer wieder vorkam, dass beim Vereinsnamen das Wort Viktoria mal mit „c“ und mal mit „k“ geschrieben wurde, wurde im Jahre 1990 die Schreibweise mit „c“ in der Vereinssatzung festgelegt.
Neben Fußball bietet der Verein Badminton, Basketball, Hapkido, eine Laufgruppe, Leichtathletik, Tischtennis, Trampolin, Turn- und Fitness sowie Volleyball an. Eine Segelabteilung gründete sich im Jahre 1959, die sich später als Segeler-Club Clarholz abspaltete. Im Jahre 1974 trat der Kegelsportclub Clarholz dem TSV Victoria Clarholz bei. Jedoch wechselte die Abteilung in den 1990er Jahren zur Keglervereinigung Gütersloh-Rheda.

## Fußball
Die Clarholzer Fußballer spielten jahrzehntelang in der Kreisklasse Wiedenbrück. 1974 gelang erstmals der Aufstieg in die Bezirksklasse. Ende der 1970er Jahre ging es sportlich weiter nach oben, als die Victoria zwischen 1979 und 1981 dreimal in Folge Vizemeister der Bezirksliga wurden. Jedoch hatten die zweiten Mannschaften des SC Herford, von Arminia Bielefeld und die Sportfreunde Sennestadt jeweils die Nase vorne. 1984 gelang schließlich der Aufstieg in die Landesliga, als die Clarholzer mit zehn Punkten Vorsprung auf DE Kusenbaum Meister wurden. Auch dort spielte die Mannschaft stets eine gute Rolle und schaffte 1992 den Aufstieg in die Verbandsliga Westfalen. Der Sprung erwies sich jedoch als zu groß und nach einem Jahr ging es für die Victoria wieder runter in die Landesliga.
1995 stiegen die Clarholzer mit ganzen 5:55 Punkten wieder in die Bezirksliga ab. Nach Vizemeisterschaften hinter der Warendorfer SU und dem SVA Bockum-Hövel schaffte die Victoria 1998 den Wiederaufstieg in die Landesliga. Dort spielte die Mannschaft jedoch nur ein Jahr, ehe es wieder herunter in die Bezirksliga ging. 2003 stiegen die Clarholzer erneut in die Landesliga auf und wurden dort zwei Jahre später Vizemeister in der Staffel 5 hinter SuS Bad Westernkotten. Anschließend wurde die Victoria in die Staffel 1 versetzt, aus der sie 2007 wieder absteigen mussten. Zurück in der Bezirksliga wurden die Clarholzer 2009 Vizemeister hinter dem SV Canlar Bielefeld und schafften ein Jahr später den erneuten Aufstieg in die Landesliga. Im Jahre 2012 wurde die Victoria dort Dritter hinter dem SV Rödinghausen und Rot-Weiß Maaslingen. Wegen einer Ligareform reichte der dritte Platz zum Wiederaufstieg in die Westfalenliga. 
Dort pendelte die Mannschaft stets zwischen Mittelfeld und Abstiegskampf. Dies änderte sich in der Saison 2019/20, die wegen der COVID-19-Pandemie abgebrochen wurde. Aufgrund einer „Quotientenregelung“ schafften die Clarholzer dank der besseren Tordifferenz gegenüber Borussia Emsdetten den Aufstieg in die Oberliga Westfalen. Die folgende Saison 2020/21 wurde wegen der fortwährenden Pandemie zunächst abgebrochen und später annulliert. Am 6. September 2023 trafen die Clarholzer in der zweiten Runde des Westfalenpokal 2023/24 auf Arminia Bielefeld und verloren vor rund 4500 Zuschauern im Gütersloher Heidewaldstadion mit 1:2.

## Stadion
Die Heimspiele werden im Holzhofstadion ausgetragen. Das Stadion liegt an der Holzhofstraße und bietet Platz für 2500 Zuschauer. Es wird auf Naturrasen gespielt. Die Fläche gehörte einst dem Fürstenhaus Bentheim-Tecklenburg und wurde im Jahre 1930 von der damals noch eigenständigen Gemeinde Clarholz gepachtet und 40 Jahre später gekauft.

## Persönlichkeiten
- Markus Bollmann
- Steffen Enge
- Christian Flüthmann
- Ursula Gerresheim (geb. Gertheinrich)
- Markus Graskamp
- Sedekia Haukambe
- Patrick Mainka
- Wilhelm Mense
- Frank Scharpenberg

## Statistik

### Erfolge
- Meister der Westfalenliga 1: 2020
- Meister der Landesliga Westfalen: 1992 (Staffel 5), 2012 (Staffel 1)
- Meister der Bezirksliga Westfalen: 1984, 2010 (Staffel 2), 1998, 2003 (Staffel 9)

### Platzierungen
Grün unterlegte Platzierungen kennzeichnen einen Aufstieg, rot unterlegte einen Abstieg.
| Spielzeit | Liga                       | Level | Platz |
| --------- | -------------------------- | ----- | ----- |
| 1968/69   | 2. Kreisklasse Wiedenbrück | VI    | 01.   |
| 1969/70   | 1. Kreisklasse Wiedenbrück | VI    | 08.   |
| 1970/71   | 1. Kreisklasse Wiedenbrück | VI    | 11.   |
| 1971/72   | 1. Kreisklasse Wiedenbrück | VI    | 06.   |
| 1972/73   | 1. Kreisklasse Wiedenbrück | VI    | 07.   |
| 1973/74   | 1. Kreisklasse Wiedenbrück | VI    | 01.   |
| 1974/75   | Bezirksklasse Westfalen 2  | V     | 05.   |
| 1975/76   | Bezirksklasse Westfalen 2  | V     | 12.   |
| 1976/77   | Bezirksklasse Westfalen 2  | V     | 06.   |
| 1977/78   | Bezirksliga Westfalen 2    | V     | 14.   |
| 1978/79   | Bezirksliga Westfalen 2    | 0VI 1 | 04.   |
| 1979/80   | Bezirksliga Westfalen 2    | VI    | 02.   |
| 1980/81   | Bezirksliga Westfalen 2    | VI    | 02.   |
| 1981/82   | Bezirksliga Westfalen 2    | VI    | 02.   |
| 1982/83   | Bezirksliga Westfalen 2    | VI    | 05.   |
| 1983/84   | Bezirksliga Westfalen 2    | VI    | 01.   |
| 1984/85   | Landesliga Westfalen 5     | V     | 06.   |
| 1985/86   | Landesliga Westfalen 5     | V     | 03.   |
| 1986/87   | Landesliga Westfalen 5     | V     | 04.   |
| 1987/88   | Landesliga Westfalen 5     | V     | 04.   |

| Spielzeit | Liga                     | Level | Platz |
| --------- | ------------------------ | ----- | ----- |
| 1988/89   | Landesliga Westfalen 5   | V     | 09.   |
| 1989/90   | Landesliga Westfalen 5   | V     | 04.   |
| 1990/91   | Landesliga Westfalen 5   | V     | 07.   |
| 1991/92   | Landesliga Westfalen 5   | V     | 01.   |
| 1992/93   | Verbandsliga Westfalen 1 | IV    | 15.   |
| 1993/94   | Landesliga Westfalen 5   | V     | 13.   |
| 1994/95   | Landesliga Westfalen 5   | 0VI 2 | 16.   |
| 1995/96   | Bezirksliga Westfalen 9  | VII   | 02.   |
| 1996/97   | Bezirksliga Westfalen 9  | VII   | 02.   |
| 1997/98   | Bezirksliga Westfalen 9  | VII   | 01.   |
| 1998/99   | Landesliga Westfalen 1   | VI    | 14.   |
| 1999/2000 | Bezirksliga Westfalen 9  | VII   | 06.   |
| 2000/01   | Bezirksliga Westfalen 9  | VII   | 10.   |
| 2001/02   | Bezirksliga Westfalen 9  | VII   | 09.   |
| 2002/03   | Bezirksliga Westfalen 9  | VII   | 01.   |
| 2003/04   | Landesliga Westfalen 5   | VI    | 06.   |
| 2004/05   | Landesliga Westfalen 5   | VI    | 02.   |
| 2005/06   | Landesliga Westfalen 1   | VI    | 12.   |
| 2006/07   | Landesliga Westfalen 1   | VI    | 14.   |
| 2007/08   | Bezirksliga Westfalen 2  | VII   | 03.   |

| Spielzeit | Liga                    | Level   | Platz |
| --------- | ----------------------- | ------- | ----- |
| 2008/09   | Bezirksliga Westfalen 2 | 0VIII 3 | 02.   |
| 2009/10   | Bezirksliga Westfalen 2 | VII     | 01.   |
| 2010/11   | Landesliga Westfalen 1  | VI      | 12.   |
| 2011/12   | Landesliga Westfalen 1  | VII     | 03. 4 |
| 2012/13   | Westfalenliga 1         | VI      | 10.   |
| 2013/14   | Westfalenliga 1         | VI      | 10.   |
| 2014/15   | Westfalenliga 1         | VI      | 13.   |
| 2015/16   | Westfalenliga 1         | VI      | 13.   |
| 2016/17   | Westfalenliga 1         | VI      | 11.   |
| 2017/18   | Westfalenliga 1         | VI      | 11.   |
| 2018/19   | Westfalenliga 1         | VI      | 09.   |
| 2019/20   | Westfalenliga 1         | VI      | 01.   |
| 2020/21   | Oberliga Westfalen      | V       | 0– 5  |
| 2021/22   | Oberliga Westfalen      | V       | 17.   |
| 2021/22   | Abstiegsrunde 6         | V       | 15.   |
| 2022/23   | Oberliga Westfalen      | V       | 08.   |
| 2023/24   | Oberliga Westfalen      | V       | 15.   |
| 2024/25   | Oberliga Westfalen      | V       | 15.   |

## Hapkido
Die Hapkido-Abteilung von Victoria Clarholz richtete in den Jahren 2003, 2013 und 2019 die Hapkido-Europameisterschaften aus.